# Чемпионат мира по современному пятиборью 1983
XXVII Чемпионат мира по современному пятиборью среди мужчин проходил в городе Варендорф (ФРГ)/
Здесь собралось рекордное количество стран-участниц — 27. Впервые была заявлена команда Бахрейна.
До начала соревнований исполком и Конгресс УИПМБ рассмотрели ряд важных вопросов: было одобрено предложение советской делегации о проведении командных соревнований в виде эстафет, решено с 1984 года проводить конкур в последний день, а стрельбу и бег в предпоследний.
Сборная команда СССР завоевала золотые в командном первенстве. Это была 11 победа советских пятиборцев в командном зачете. 

## Команда СССР
Советская сборная была представлена олимпийским чемпионом Анатолием Старостиным (Москва, Динамо) и двумя дебютантами мировых первенств: чемпионом VIII Спартакиады народов СССР 1983 года Алексеем Хаплановым (Москва, Динамо) и Евгением Зинковским (Уфа, Динамо). Старший тренер команды — Крюков Глеб Петрович.

## Победители и призеры
| Дисциплина           | Золото                                                            | Серебро                                           | Бронза                                |
| Индивидуальный зачет | СССР · Анатолий Старостин                                         | Венгрия · Т. Сомбатхейи                           | СССР · Евгений Зинковский             |
| Командный зачет      | СССР · Анатолий Старостин · Евгений Зинковский · Алексей Хапланов | Венгрия · Т. Сомбатхейи · Ласло Фабиан · Г. Пайор | Франция · П. Фур · Б. Жерар · Ж. Бузу |

2 августа на рыночной площади в центре города состоялось торжественное открытие чемпионата.

## Верховая езда
На этом чемпионате соревнования проводились по обычной схеме, то есть верховая езда оставалась первым номером программы.
- Командное первенство. Конкур.

1. Швейцария — 3 270
2. Чехословакия — 3 240
3. Мексика — 3 210
4. Франция — 3 210

11. Венгрия — 3 090

16. СССР — 2 990

## Фехтование
- Командное первенство. Результаты после двух видов.

1. Франция — 5 954
2. Венгрия
3. Чехословакия
4. СССР — 5 830
5. ФРГ
6. США
7. Швейцария

- Личное первенство. Результаты после двух видов.

1. Т. Сомбатейи (Венгрия) — 2 150
2. П. Фур (Франция) — 2 134
3. П. Стайнман (Швейцария) — 2 042
4. С. Расмуссон (Швеция) — 2 038
5. А. Белльман (ФРГ) — 2 036
6. А. Старостин (СССР) — 2 024
7. Е. Зиковский (СССР) — 2 014

## Плавание
Согласно правилам соревнований пятиборцы состязались в плавании на дистанции 300 м вольным стилем.
- Плавание. Результаты.

1. К. Сандов (ФРГ) — 3.14,0
2. И. Сисниега (Мексика) — 3.14,42
3. С. Расмуссон (Швеция) — 3.18,41
4. Е. Зинковский (СССР) — 3.19,59

- Командное первенство. После трех видов.

1. Венгрия — 9 558
2. Франция — 9 534
3. СССР — 9 518
4. Швеция — 9 506
5. ФРГ — 9 380
6. США — 9 284
7. Великобритания — 9 258
8. Чехословакия — 9 092
9. Польша — 8 980

- Личное первенство. Положение после трех видов.

1. П. Фер (Франция) — 3 358
2. С. Расмуссон (Швеция) — 3 326
3. Р. Фелпс (Великобритания) — 3 292
4. Е. Зинковский (СССР) — 3 290
5. А. Старостин (СССР) — 3 252

## Стрельба. Бег
Стрельба и бег по новому регламенту проводились в один день. Впервые пятиборцы разыгрывали медали чемпионата мира по новой системе — в четыре дня, стрельба и бег проводились в один день. Это внесло дополнительные трудности для спортсменов.
Стрельба.
Тир спортивного клуба Варендорфа.
Личное первенство.
1. А. Нассер (Египет) — 198 (1088)
2. Г. Пайор (Венгрия) — 198
3. А. Хапланов (СССР) — 197 (1066)
4. П. Фур (Франция) — 197
5. Л. Петерссон (Швеция) — 197
6. Я. Олесиньский (Польша) — 197
7. Т. Сомбатейи (Венгрия) — 197
8. А. Старостин (СССР) — 196 (1044)
9. Е. Зинковский (СССР) — 196

Командное первенство.
1. Венгрия — 3 178
2. СССР — 3 154
3. Польша — 3 088
4. Франция — 3 044
5. Италия — 2 978
6. США — 2 912

Бег.
- Положение после четырех видов. Личное первенство.

1. П. Фур (Франция)
2. Т. Сомбатейи (Венгрия)
3. Е. Зинковский (СССР)
4. А. Старостин (СССР)
5. Г. Пайор (Венгрия)

- Бег 4 км.

Личное первенство.
1. И. Сисниега (Мексика) — 12.51,9 (1 264 очка)
2. А. Уотсон (Австралия) — 12.58,7 (1 243)
3. С. Совербил (Великобритания) — 12.59,0 (1 240)
4. М. Кадлец (Чехословакия) — 13.02,4 (1 225)
5. А. Старостин (СССР) — 13.05,8 (1 210)
6. Я. Печак (Польша) — 13.05,9 (1 210)

Командный зачет.
1. Польша — 3 490
2. Великобритания — 3 459
3. ФРГ — 3 435
4. Италия — 3 375
5. СССР — 3 342
6. Испания — 3 315

## Итоговые результаты
Первое место завоевал 23-летний Анатолий Старостин (Динамо), став шестым советским пятиборцем завоевавшим звание чемпиона мира в личном первенстве (1955 г. — Сальников К.; 1957-1959 г. и 1961 г. — Новиков И.; 1962 г. — Сдобников Э.; 1970 г. — Онищенко Б.; 1973-1975 г. и 1978 г. — Леднев П.).
Вторым в личном зачете был венгр Сомбатхейи, бронзовым медалистом советский дебютант Евгений Зинковский, 4-м француз Фур, 5-м швед Расмуссон, 6-м англичанин Пфелпс.
Командное первенство: золотую медаль завоевали советские пятиборцы. Советская команда второй год подряд становится командным чемпионом мира. В 1982 году сборная СССР в составе — Анатолия Старостина, Евгения Липеева и Тимура Досымбетова заняла первое место в командном первенстве.
Серебряные награды вручены команде Венгрии, бронзовые — Франции. После Олимпиады 1968 года, на которой французы были третьими, они вновь стали бронзовыми призерами.
Хозяева чемпионата довольствовались четвертым местом. Пятой была сборная Швеции, 6-й—команда Польши.

## Результаты
- Результаты выступления команды СССР.

| Место | Спортсмен          | Возраст | Страна | Конкур | Фехтование | Стрельба | Плавание     | Кросс        | Сумма |
| 1     | Анатолий Старостин | 23      | СССР   | 1040   | 984        | 1044/196 | 1228/3.25,63 | 1210/13.05,8 | 5506  |
| 3     | Евгений Зинковский | 23      | СССР   | 1030   | 984        | 1044/196 | 1276/3.19,59 | 1033/14.04,4 | 5367  |
| 20    | Алексей Хапланов   | 23      | СССР   | 920    | 872        | 1066/197 | 1184/3.31,18 | 1119/13.42,5 | 5141  |

Итоговые результаты.
- Личное первенство.

| Место | Спортсмен          | Страна         | Сумма |
| 1     | Анатолий Старостин | СССР           | 5506  |
| 2     | Томаш Сомбатейи    | Венгрия        | 5423  |
| 3     | Евгений Зинковский | СССР           | 5367  |
| 4     | П. Фур             | Франция        | 5361  |
| 5     | С. Расмуссон       | Швеция         | 5346  |
| 6     | Роберт Фелпс       | Великобритания | 5347  |
| 7     | Милаш Кадлец       | Чехословакия   | 5321  |
| 8     | Я. Печак           | Польша         | 5321  |
| 9     | Ласло Фабиан       | Венгрия        | 5307  |
| 10    | К. Сандов          | ФРГ            | 5299  |
| 11    | Г. Пайор           | Венгрия        | 5257  |
| 12    | А. Бельман         | ФРГ            | 5236  |
| 20    | А. Хапланов        | СССР           | 5141  |

- Командное первенство.

| Место | Команда                                                           | Сумма  |
| 1     | СССР · Анатолий Старостин · Евгений Зинковский · Алексей Хапланов | 16 014 |
| 2     | Венгрия · Т. Сомбатхейи · Ласло Фабиан · Г. Пайор                 | 15 987 |
| 3     | Франция · П. Фур · Б. Жерар · Ж. Бузу                             | 15 731 |
| 4     | ФРГ · К. Сандов · Генард · Метте                                  | 15 727 |
| 5     | Швеция · С. Расмуссон · Петтерсон · Христенсен                    | 15 594 |
| 6     | Польша · Я. Печак · Олесински · Кондрат                           | 15 566 |

## Распределение наград
| Место  | Страна  | Золото | Серебро | Бронза | Всего |
| ------ | ------- | ------ | ------- | ------ | ----- |
| 1      | СССР    | 2      | 0       | 1      | 3     |
| 2      | Венгрия | 0      | 2       | 0      | 2     |
| 3      | Франция | 0      | 0       | 1      | 1     |
| Totale | Totale  | 2      | 2       | 2      | 6     |